# Andróstenes de Corinto
Andróstenes de Corinto (en griego: Ἀνδρόσθενης, trans. Androsthenes) fue un militar de la ciudad de Corinto. En 198 a. C. defendió la ciudad contra el ataque de los romanos, pero fue derrotado en 197 a. C. por la Liga Aquea.